# Josef Rauch (Bildhauer)

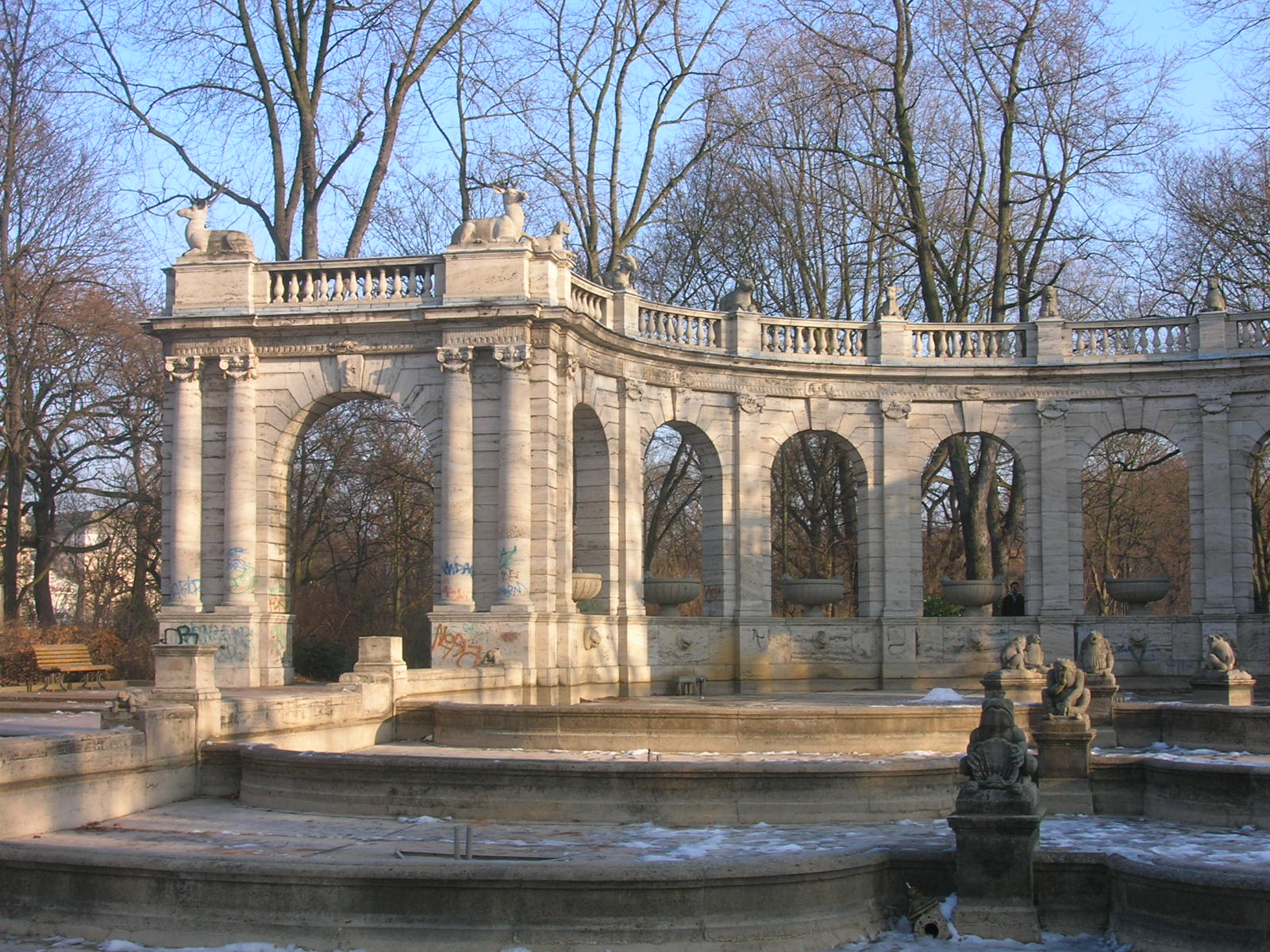
Plastiken jagdbarer Tiere auf der Balustrade des Märchenbrunnens im Volkspark Friedrichshain

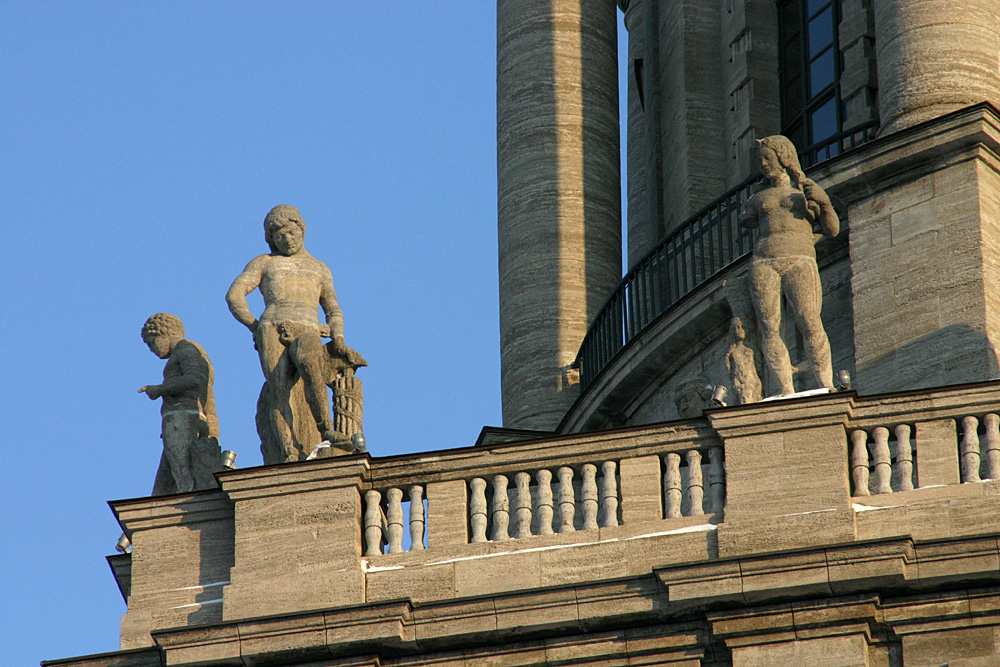
Allegorien der Bürgertugenden am Alten Stadthaus in Berlin

Josef Rauch (* 13. Mai 1867 in Baden-Baden; † 12. Februar 1921 in Berlin) war ein deutscher Bildhauer.

## Leben
Josef Rauch studierte an der Münchner Akademie. Ab 1900 führte er die Bauplastik für verschiedene Bauten in Berlin aus. Darunter waren beispielsweise im Auftrag von Alfred Messel die Fassadenfiguren für das Kaufhaus Wertheim am Leipziger Platz. Für den Berliner Stadtbaurat Hermann Blankenstein und dessen Nachfolger Ludwig Hoffmann schuf er Bauplastiken für diverse Schulbauten. Hoffmann beauftragte ihn auch mit Plastiken für das Stadthaus und für den Märchenbrunnen im Volkspark Friedrichshain. Ab 1919 lehrte Rauch Architekturplastik an der Technischen Hochschule Charlottenburg.
Rauch war seit 1909 mit Dorothea Gedon, einer Tochter des Münchner Bildhauers Lorenz Gedon, verheiratet.

## Werke
- 1896–1897: Beteiligung an den Fassadenfiguren am Warenhaus Wertheim, Leipziger Straße / Leipziger Platz in Berlin-Mitte (zerstört)
- 1900 Brunnen am Bayerischen Nationalmuseum, München
- 1902–1911: Bauplastik und Allegorien der Bürgertugenden am Stadthaus in Berlin-Mitte
- 1902–1913: Bauplastik an der ehemaligen 280. und 293. Gemeindeschule (heute 6. Grundschule), Pettenkoferstraße 20–24 in Berlin
- 1904–1906: Reliefs in den Fensterverdachungen des ehemaligen Andreas-Realgymnasiums, Koppenstraße 76 in Berlin-Friedrichshain, Fassadenschmuck am Leibniz-Gymnasium[3]
- 1905–1909: Bauplastik und Statue der Fortuna aus Kupfer auf dem Rathausturm für das Rathaus Neukölln, Karl-Marx-Straße 83–85 in Berlin-Neukölln
- 1904–1905: Bauplastik an der ehemaligen 243. und 267. Gemeindeschule (heute 4. Grundschule), Hausburgstraße 20 in Berlin-Prenzlauer Berg
- 1906–1907: Bauplastik am Kaiserin-Auguste-Viktoria-Säuglingsheim (heute ESCP Europe Wirtschaftshochschule Berlin), Heubnerweg 7 in Berlin-Charlottenburg
- 1907–1908: plastischer Schmuck an den Brüstungsbändern am Erweiterungsbau des ehemaligen Konfektionshauses V. Manheimer, Jägerstraße 33 / Oberwallstraße in Berlin-Mitte
- 1907-09: Bauplastik am GASAG-Geschäftshaus
- 1909–1911: Reliefs an der Fassade des Lessing-Gymnasium (Berlin)
- 1910–1911: Bauplastik an der ehemaligen Fach- und Fortbildungsschule (heute Volkshochschule), Linienstraße 162 in Berlin-Mitte
- 1910: Skulpturen- und Brunnenschmuck des Krankenhausgartens des ehemaligen Genesungsheims Buch (heute Klinikum Buch) zusammen mit Ignatius Taschner und Georg Wrba, Wiltbergstraße 50–90 in Berlin-Buch
- 1912:  Wandgrab (B 5–6) für den Architekten Julius Habicht (1874–1912), auf dem Friedhof in Berlin-Schmargendorf
- 1913–1914: marmorne Plastiken jagdbarer Tiere auf der Balustrade des Märchenbrunnens im Volkspark Friedrichshain in Berlin-Friedrichshain